# Millefiori di Lonigo
La Gallina Millefiori di Lonigo è una razza di pollo, con attitudine da uova e da carne, ma anche come animale ornamentale e da compagnia. Non è riconosciuta dalla FIAV né è presente uno standard ufficiale delle caratteristiche tipiche di razza.

## Origini
L'origine è italiana, del comune di Lonigo, in provincia di Vicenza. Fu presentata per la prima volta nel 1934, alla 16ª fiera campionaria triveneta di Padova, per opera della "Cattedra Ambulante di Agricoltura di Lonigo". Attualmente un allevatore vicentino sta selezionando di nuovo un ceppo con forti somiglianze con la razza storica, partendo da polli a colorazione millefiori rinvenuti in un paese al confine tra i territori di Padova e Vicenza. L'attuale ceppo è più pesante dell'antica Millefiori di Lonigo e sembra avere le caratteristiche di una razza a duplice attitudine, che depone uova tra il bianco crema ed il rosato, e che raggiunge i 3 kg di peso. Nei territori in questione è ancora possibile rinvenire capi riconducibili ad animali di tipo prettamente mediterraneo ed a colorazione millefiori.

## Caratteristiche
Il nome millefiori descrive la caratteristica del manto, pezzato di macchie (più spesso chiare o nere) su un colore dominante che più spesso è il rosso o l'arancione scuro. In realtà, la colorazione di base su cui agisce il gene della millefiori è la "collo oro", che comporta una colorazione di base del petto dei galli nera. È stato fatto anche un tentativo di spacciare per millefiori di Lonigo degli esemplari di Italiener millefiori; in questo caso riconoscere le due razze è semplice in quanto l'Italiener Millefiori ha petto rosso e non nero, in quanto il gene Millefiori agisce su una colorazione di base "columbia rosso". Il colore degli orecchioni è bianco a volte leggermente variegato di rosso, il peso della femmina si aggira intorno ai 2 kg, mentre quello del maschio da 2,5 a 3,0 kg. Un'altra razza simile, la Millefiori piemontese, è ritenuta attualmente estinta.